# Tolypeutes tricinctus
Tolypeutes tricinctus es una especie de armadillo endémica de Brasil. Es una de sólo dos especies de armadillo (el otro es Tolypeutes matacus) que puede  arrollarse en una bola. La población ha sufrido un descenso rápido de 30% en los últimos 10 años y actualmente su estado de conservación es considerado "vulnerable".

## Hábitat
Vive principalmente en la caatinga (matorral espinoso seco del noreste de Brasil), y también la parte oriental del cerrado (sabana arbustiva en el centro de Brasil).

## Descripción
Los armadillos adultos pesan aproximadamente 1,5 kg y miden 35-45 cm, sin contar la cola de 6 a 7 cm. La armadura está compuesta de placas dérmicas osificadas cubierta por escamas epidérmicas queratinizadas, que están conectados por bandas de piel flexible. Esta armadura cubre la parte posterior, lateral, la cabeza, cola, orejas, y la superficie exterior de las piernas. La armadura también crea una capa de aire entre la cubierta y el cuerpo que aísla al animal. Esta mayor capacidad de termorregulación les permite sobrevivir en climas muy áridos para algunas de las otras especies de armadillo.  La parte inferior del cuerpo y la superficie interna de las piernas están cubiertos por pelo largo y grueso. No es apto para cavar o vivir bajo tierra.
Tolypeutes tricinctus se alimenta principalmente de hormigas y termitas. También come moluscos, gusanos, fruta y carroña.

## Amenazas
La armadura de T. tricinctus es suficiente para proteger contra la gran mayoría de los depredadores naturales. Solo pumas adultos son suficientemente potentes para formar una amenaza natural. La mayor amenaza para T. tricinctus es la destrucción de su hábitat y la caza desmesurada. En la caatinga, las poblaciones restantes se encuentran prácticamente aisladas en áreas protegidas y son sometidas a la caza de subsistencia. En el cerrado, las principales poblaciones viven fuera de las áreas protegidas y están particularmente amenazadas por la conversión de su hábitat natural en plantaciones de caña de azúcar y de soja.

## Cultura popular
El armadillo de nombre Fuleco, mascota oficial de la Copa Mundial de Fútbol 2014 en Brasil, pertenece a esta especie, elegida por ser endémica de Brasil, ser una especie en peligro de extinción y su capacidad de enrollarse con forma de balón.